# Europese kampioenschappen kunstschaatsen 1967
De Europese Kampioenschappen kunstschaatsen zijn wedstrijden die samen een jaarlijks terugkerend evenement vormen, georganiseerd door de Internationale Schaatsunie (ISU).
De kampioenschappen van 1967 vonden plaats in Ljubljana. Het was de eerste keer dat de EK kampioenschappen in Ljubljana en in Joegoslavië plaatsvonden.
Voor de mannen was het de 59e editie, voor de vrouwen en paren was het de 31e editie en voor de ijsdansers de veertiende editie.

## Historie
De Duitse en Oostenrijkse schaatsbond, verenigd in de "Deutscher und Österreichischer Eislaufverband", organiseerden zowel het eerste EK Schaatsen voor mannen als het eerste EK Kunstschaatsen voor mannen in 1891 in Hamburg, in toen nog het Duitse Keizerrijk, nog voor het ISU in 1892 werd opgericht. De internationale schaatsbond nam in 1892 de organisatie van het EK kunstschaatsen over. In 1895 werd besloten voortaan het WK kunstschaatsen te organiseren en kwam het EK te vervallen. In 1898, na twee jaar onderbreking, vond toch weer een herstart plaats van het EK kunstschaatsen.
De vrouwen en paren zouden vanaf 1930 jaarlijks om de Europese titel strijden. De ijsdansers streden vanaf 1954 om de Europese titel in het kunstschaatsen.

## Deelname
Er namen deelnemers uit een recordaantal van zeventien landen deel aan deze kampioenschappen. Zij vulden een record deelname van 79 startplaatsen in de vier disciplines in.
Voor Nederland nam het ijsdanspaar Truus Gerardts / Ronald du Burck voor de tweede keer deel aan de Europese Kampioenschappen.
(Tussen haakjes het totale aantal startplaatsen over de disciplines.)
| Duitse Democratische Republiek (10) Tsjecho-Slowakije (10) West-Duitsland (9) Oostenrijk (7) Sovjet-Unie (7) Verenigd Koninkrijk (7) | Frankrijk (6) Hongarije (5) Zwitserland (4) Polen (3) Denemarken (2) Italië (2) | Joegoslavië (2) Zweden (2) Nederland (1) Noorwegen (1) Roemenië (1) |

## Medaille verdeling
Voor de derde keer bij het EK kunstschaatsen was het erepodium een kopie van het jaar ervoor, in 1933 en 1956 gebeurde dit eerder. Emmerich Danzer werd voor de derde keer Europees kampioen, het was zijn vierde medaille, in 1963 werd hij derde. Zowel de nummer twee, Wolfgang Schwarz, als de nummer drie, Ondrej Nepela, stonden voor de tweede keer op het erepodium bij de Europese Kampioenschappen kunstschaatsen.
Gabriele Seyfert werd de vijftiende vrouw en de eerste Oost-Duitse die de Europese titel veroverde. Het was haar tweede medaille, in 1966 werd ze tweede. Zowel de nummer twee, Hana Mašková, als de nummer drie, Zsuzsa Almássy, stonden voor het eerst op het erepodium bij de Europese Kampioenschappen kunstschaatsen.
Bij de paren veroverden Ludmila Belousova / Oleg Protopopov voor de derde keer de Europese titel. Het was hun zesde medaille, van 1962-1964 werden ze tweede. Het West-Duitse paar Margo Glockschuber / Wolfgang Danne op plaats twee stonden voor de tweede keer op het Europese erepodium, in 1966 werden ze derde. Het Oost-Duitse paar Heidemarie Steiner / Heinz Ulrich Walther op plaats drie stonden voor het eerst op het Europese erepodium.
Bij het ijsdansen prolongeerden het Britse paar Diane Towler / Bernard Ford de Europese titel, zij stonden voor de tweede keer op het erepodium. Het paar Yvonne Suddick / Malcolm Cannon op plaats twee veroverden als paar hun eerste medaille. Yvonne Suddick werd in 1964 en 1965 derde en in 1966 tweede met haar partner Roger Kennerson. Het Franse paar Brigitte Martin / Francis Gamichon op plaats drie stonden voor het eerst op het Europese erepodium.
| Discipline | Goud                                | Zilver                              | Brons                                     |
| ---------- | ----------------------------------- | ----------------------------------- | ----------------------------------------- |
| Mannen     | Emmerich Danzer                     | Wolfgang Schwarz                    | Ondrej Nepela                             |
| Vrouwen    | Gabriele Seyfert                    | Hana Mašková                        | Zsuzsa Almássy                            |
| Paren      | Ludmila Belousova / Oleg Protopopov | Margo Glockschuber / Wolfgang Danne | Heidemarie Steiner / Heinz Ulrich Walther |
| IJsdansen  | Diane Towler / Bernard Ford         | Yvonne Suddick / Malcolm Cannon     | Brigitte Martin / Francis Gamichon        |

## Uitslagen
| #      | naam (deelname)         | land                                    | pc |
| ------ | ----------------------- | --------------------------------------- | -- |
| Goud   | Emmerich Danzer (7)     | Vlag van Oostenrijk                     |    |
| Zilver | Wolfgang Schwarz (4)    | Vlag van Oostenrijk                     |    |
| Brons  | Ondrej Nepela (3)       | Vlag van Tsjechië                       |    |
| 4      | Patrick Péra (2)        | Vlag van Frankrijk                      |    |
| 5      | Sergei Chetverukhin (3) | Vlag van Sovjet-Unie                    |    |
| 6      | Robert Dureville (6)    | Vlag van Frankrijk                      |    |
| 7      | Günter Zöller (3)       | Vlag van Duitse Democratische Republiek |    |
| 8      | Peter Krick (4)         | Vlag van Duitsland                      |    |
| 9      | Philippe Pelissier (4)  | Vlag van Frankrijk                      |    |
| 10     | Marian Flic (4)         | Vlag van Tsjechië                       |    |
| 11     | Gunter Anderl (2)       | Vlag van Oostenrijk                     |    |
| 12     | Jeno Ebert (5)          | Vlag van Hongarije                      |    |
| 13     | Michael Williams        | Vlag van Verenigd Koninkrijk            |    |
| 14     | Jurgen Eberwein         | Vlag van Duitsland                      |    |
| 15     | Josef Tuma              | Vlag van Tsjechië                       |    |
| 16     | Zdzislav Pienkowski (2) | Vlag van Polen (1928-1980)              |    |
| 17     | Daniel Honer            | Vlag van Zwitserland                    |    |
| 18     | Reinhard Mirmseker      | Vlag van Duitse Democratische Republiek |    |
| 19     | Tony Berntler           | Vlag van Zweden                         |    |
| 20     | Arne Hoffmann           | Vlag van Denemarken                     |    |

| #      | naam (deelname)            | land                                    | pc |
| ------ | -------------------------- | --------------------------------------- | -- |
| Goud   | Gabriele Seyfert (6)       | Vlag van Duitse Democratische Republiek |    |
| Zilver | Hana Mašková (4)           | Vlag van Tsjechië                       |    |
| Brons  | Zsuzsa Almassy (3)         | Vlag van Hongarije                      |    |
| 4      | Sally-Anne Stapleford (5)  | Vlag van Verenigd Koninkrijk            |    |
| 5      | Beatrix Schuba             | Vlag van Oostenrijk                     |    |
| 6      | Monika Feldmann            | Vlag van Duitsland                      |    |
| 7      | Elisabeth Mikula (2)       | Vlag van Oostenrijk                     |    |
| 8      | Elena Schtscheglowa (2)    | Vlag van Sovjet-Unie                    |    |
| 9      | Petra Rührmann             | Vlag van Duitsland                      |    |
| 10     | Beate Richter (2)          | Vlag van Duitse Democratische Republiek |    |
| 11     | Zsuzsanna Szentmiklosi (3) | Vlag van Hongarije                      |    |
| 12     | Sylvaine Duban (2)         | Vlag van Frankrijk                      |    |
| 13     | Linda Teresa Davis         | Vlag van Verenigd Koninkrijk            |    |
| 14     | Martina Clausner (2)       | Vlag van Duitse Democratische Republiek |    |
| 15     | Rita Trapanese (2)         | Vlag van Italië                         |    |
| 16     | Marie Vichova              | Vlag van Tsjechië                       |    |
| 17     | Micheline Joubert (4)      | Vlag van Frankrijk                      |    |
| 18     | Eva Casparcova             | Vlag van Tsjechië                       |    |
| 19     | Britt Elfving (3)          | Vlag van Zweden                         |    |
| 20     | Pia Zurcher (3)            | Vlag van Zwitserland                    |    |
| 21     | Barbara Warminska          | Vlag van Polen (1928-1980)              |    |
| 22     | Jette Vad                  | Vlag van Denemarken                     |    |
| 23     | Katusa Derenda             | Vlag van Joegoslavië (1943-1992)        |    |
| 24     | Elena Mois                 | Vlag van Roemenië (1965-1989)           |    |

| #      | naam (deelname)                                 | land                                    | pc |
| ------ | ----------------------------------------------- | --------------------------------------- | -- |
| Goud   | Ludmila Belousova (9) Oleg Protopopov (9)       | Vlag van Sovjet-Unie                    |    |
| Zilver | Margot Glockschuber (3) Wolfgang Danne (5)      | Vlag van Duitsland                      |    |
| Brons  | Heidemarie Steiner (2) Heinz Ulrich Walther (4) | Vlag van Duitse Democratische Republiek |    |
| 4      | Gudrun Hauss (3) Walter Hafner (3)              | Vlag van Duitsland                      |    |
| 5      | Tatjana Sharanova Anatolij Evdokimov            | Vlag van Sovjet-Unie                    |    |
| 6      | Tamara Moskwina Alexej Mischin                  | Vlag van Sovjet-Unie                    |    |
| 7      | Brigitte Weise (2) Michael Brychcy (2)          | Vlag van Duitse Democratische Republiek |    |
| 8      | Janina Poremska (2) Piotr Sczypa (2)            | Vlag van Polen (1928-1980)              |    |
| 9      | Bohunka Sramkova (2) Jan Sramek (2)             | Vlag van Tsjechië                       |    |
| 10     | Monique Mathys (4) Yves Aellig (4)              | Vlag van Zwitserland                    |    |
| 11     | Marianne Streifler Herbert Wiesinger            | Vlag van Duitsland                      |    |
| 12     | Irene Muller (6) Hans-Georg Dallmer (6)         | Vlag van Duitse Democratische Republiek |    |
| 13     | Evelyn Schneider Wilheim Bietak (5)             | Vlag van Oostenrijk                     |    |
| 14     | Mona Szabo (2) Peter Szabo (2)                  | Vlag van Zwitserland                    |    |
| 15     | Linda Benard Raymond Wilson                     | Vlag van Verenigd Koninkrijk            |    |
| 16     | Anci Dolenc (2) Mitja Sketa (2)                 | Vlag van Joegoslavië (1943-1992)        |    |
| 17     | Annikken Stoa Erik Grunert                      | Vlag van Noorwegen                      |    |

| #      | naam (deelname)                           | land                                    | pc |
| ------ | ----------------------------------------- | --------------------------------------- | -- |
| Goud   | Diane Towler (3) Bernard Ford (3)         | Vlag van Verenigd Koninkrijk            |    |
| Zilver | Yvonne Suddick (4) Malcolm Cannon (4)     | Vlag van Verenigd Koninkrijk            |    |
| Brons  | Brigitte Martin (4) Francis Gamichon (5)  | Vlag van Frankrijk                      |    |
| 4      | Janet Sawbridge (5) Jon Lane (2)          | Vlag van Verenigd Koninkrijk            |    |
| 5      | Gabriele Matysik-Rauch Rudi Matysik (5)   | Vlag van Duitsland                      |    |
| 6      | Jitka Babicka (7) Jaromir Holan (8)       | Vlag van Tsjechië                       |    |
| 7      | Annerose Baier (3) Eberhard Rüger (3)     | Vlag van Duitse Democratische Republiek |    |
| 8      | Irina Grischkova Victor Ryzhkin (2)       | Vlag van Sovjet-Unie                    |    |
| 9      | Edith Mato (3) Karl Csanadi (3)           | Vlag van Hongarije                      |    |
| 10     | Ludmila Pachomova (2) Aleksandr Gorschkow | Vlag van Sovjet-Unie                    |    |
| 11     | Dana Novotna Jaroslav Hainz               | Vlag van Tsjechië                       |    |
| 12     | Milena Tumova Jesef Pesek                 | Vlag van Tsjechië                       |    |
| 13     | Heidi Metzger (3) Herbert Rothkappl (3)   | Vlag van Oostenrijk                     |    |
| 14     | Susanna Carpani (2) Sergio Pirelli (2)    | Vlag van Italië                         |    |
| 15     | Ilona Berecz (2) Istvan Sugar (2)         | Vlag van Hongarije                      |    |
| 16     | Norma Allwelt Michael Schmidt             | Vlag van Duitse Democratische Republiek |    |
| 17     | Truus Gerardts (2) Ronald du Burck (2)    | Vlag van Nederland                      |    |
| 18     | Angelika Trojahn Joachim Metz             | Vlag van Duitsland                      |    |

Medaillewinnaars

Mannen · 
Vrouwen ·
Paren · 
IJsdansen

Toernooi

1891 · 
1892 · 
1893 · 
1894 · 
1895 · 
1896-1897 · 
1898 · 
1899 · 
1900 · 
1901 · 
1902-1903 · 
1904 · 
1905 · 
1906 · 
1907 · 
1908 · 
1909 · 
1910 · 
1911 · 
1912 · 
1913 · 
1914 · 
1915-1921 · 
1922 · 
1923 · 
1924 · 
1925 · 
1926 · 
1927 · 
1928 · 
1929 · 
1930 · 
1931 · 
1932 · 
1933 · 
1934 · 
1935 · 
1936 · 
1937 · 
1938 · 
1939 ·
1940-1946 · 
1947 · 
1948 · 
1949 · 
1950 · 
1951 · 
1952 · 
1953 · 
1954 · 
1955 · 
1956 · 
1957 · 
1958 · 
1959 · 
1960 · 
1961 · 
1962 · 
1963 · 
1964 · 
1965 · 
1966 · 
1967 · 
1968 · 
1969 · 
1970 · 
1971 · 
1972 · 
1973 · 
1974 · 
1975 · 
1976 · 
1977 · 
1978 · 
1979 · 
1980 · 
1981 · 
1982 · 
1983 · 
1984 · 
1985 · 
1986 · 
1987 · 
1988 · 
1989 · 
1990 · 
1991 · 
1992 · 
1993 · 
1994 · 
1995 ·
1996 · 
1997 · 
1998 · 
1999 · 
2000 · 
2001 · 
2002 · 
2003 · 
2004 · 
2005 · 
2006 ·
2007 ·
2008 ·
2009 ·
2010 ·
2011 ·
2012 ·
2013 ·
2014 ·
2015 ·
2016 ·
2017 ·
2018 ·
2019 ·
2020 ·
2021 · 
2022 · 
2023 · 
2024 · 
2025

WK kunstschaatsen ·
WK kunstschaatsen junioren ·
Viercontinentenkampioenschap ·
Olympische Spelen